# Nick Mayhugh
Nicholas Mayhugh, mais conhecido como Nick Mayhugh (Fairfax, 27 de fevereiro de 1996), é um velocista paralímpico estadunidense.

## Biografia
Mayhugh jogou futebol na Radford University de 2015 a 2018. Ele também jogou pela equipe de futebol de 7 dos Estados Unidos, que conquistou a medalha de bronze nos Jogos Parapan-Americanos de 2019, feito inédito para o país no esporte e no evento. Ele foi vice-artilheiro no torneio com oito gols em seis jogos e posteriormente nomeado Melhor Jogador de Futebol com Deficiência em 2019.
Dois anos depois, em 2021, Mayhugh representou os Estados Unidos na prova de 100 metros do atletismo na classe T37 nos Jogos Paralímpicos de Verão de 2020 em Tóquio, onde estabeleceu o recorde mundial com um tempo de 10s95 e conseguiu a medalha de ouro.